# Epidermophyton

## CONCEPTO
Epidermophyton es un género de hongos causantes de micosis superficiales y cutáneas, incluyendo a E. floccosum, causal de la Tinea corporis (tiña), Tinea cruris, Tinea pedis (pie de atleta), y onicomicosis o Tinea unguium, una infección fúngica del lecho de la uña.
Este género de hongo, forma parte de las dermatomicosis, y se caracteriza por ser una micosis superficial, caracterizada por sequedad de la piel, mal olor en la zona afectada, descamación de la epidermis y prurito intenso.

## DIAGNÓSTICO
El diagnóstico de las micosis era hasta hace unos años muy complejo, ya que un cultivo para determinar el género y especie de un hongo requería de cultivos especializados, los cuales son de alto costo y con márgenes de error por contaminación de las muestras muy altas. Una nueva técnica denominada Sistema de Aplicación de Técnicas para el Diagnóstico Metabólico (Sistema ATDM), mediante el uso de la Capilaroscopia hace posible identificar la micobiota humana y clasificarla por género y especie. Esta técnica, utiliza un aparato llamado Capilaroscopio, que en tiempo real, incide sobre la piel una luz visible que hace que el hongo emita una bioreflectancia, permitiendo distinguir las diferentes especies.